# Honda VF 400 F

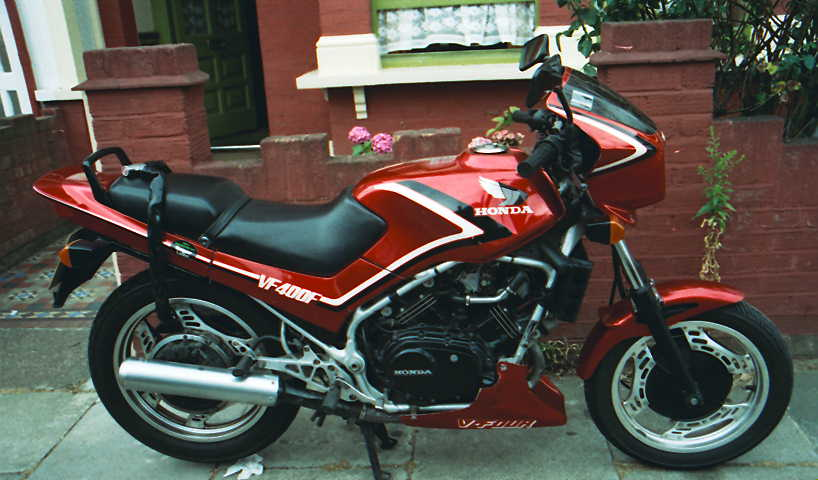
Honda VF 400 F

Die VF 400 F (Werkscode NC 13) ist ein von Honda in den Jahren 1982 bis 1986 produziertes Motorrad. Das Motorrad war offiziell in Deutschland nie erhältlich. Der Münchner Händler Motorrad-Spaett verkaufte das Fahrzeug zu einem Preis von 7998 DM. Das Motorrad stand in direkter Konkurrenz zur Yamaha RD 350 YPVS.
Aus der VF 400 F wurde später die Honda VF 500 F entwickelt. Unter der Bezeichnung VF 400 F2 wurde eine Variante mit Vollverkleidung angeboten.

## Motor
Die Honda verfügt über einen quer eingebauten V4-Motor mit 399 cm³ und ein klauengeschaltetes Sechsganggetriebe. Die Zylinder haben einen Winkel von 90°. Die Ventilsteuerung erfolgt über doppelte obenliegende Nockenwellen (DOHC) und Schlepphebel. Der Antrieb der Nockenwellen zur Betätigung der vier Ventile pro Zylinder erfolgt über zwei Zahnketten. Diese verfügen über automatische Kettenspanner. Die Zylinder haben eine Bohrung von 55 mm, einen Hub von 42 mm und eine Verdichtung von 11:1. Das Kraftstoff-Luft-Gemisch wird von vier Keihin-Vergasern erzeugt. Weiterhin verfügt das Motorrad über eine kontaktlose Transistor-Batteriezündung, eine hydraulisch betätigte Mehrscheibenkupplung, Elektrostarter und eine O-Ring-Kette.

## Fahrwerk
Die Fahrwerkskonstruktion lehnt sich mit dem Doppelschleifen-Brückenrahmen aus Stahl an die Honda VF 750 F an. Die Rohre haben jedoch runde statt eckige Querschnitte. Der linke, abschraubbare Unterzug wird als Wasserleitung für die Kühlflüssigkeit genutzt. Damit ist es möglich, Gewicht und Bauraum zu sparen. Die Rohre bestehen aus gepressten Halbschalen, die miteinander verschweißt sind.
Die Teleskopgabel ist luftunterstützt und besitzt ein mechanisches Anti-Dive-System. Der Durchmesser der Standrohre beträgt 35 mm und der Federweg 140 mm. Das hintere Zentralfederbein ist ebenfalls luftunterstützt, hat ein Pro-Link-System und bietet einen Federweg von 108 mm. Die Hinterradschwinge ist aus Aluminium gegossen. Die Schwingenlagerung erfolgt durch zwei kurze Lagerbolzen. Das Motorrad hat einen Radstand von 1415 mm, einen Lenkkopfwinkel von 63,5 Grad und einen Nachlauf von 91 mm. Die Honda VF 400 F verfügt über gekapselte, innenbelüftete, hydraulisch betätigte Einscheibenbremsen mit einem Durchmesser von 226 mm und Schwimmsattel mit Doppelkolben. Die Innenbelüftung ist nicht sehr effektiv, so dass es bei starker Bremsbelastung zum Fading kommen kann. Deshalb verzichtete Honda bei dem vollverkleideten Modell F2 auf die Kapselbremse.
Das Motorrad besitzt einen Hauptständer.

## Abmessungen und Gewichte
Die Honda ist 2060 mm lang, hat eine Sitzhöhe von 790 mm und eine nutzbare Sitzbanklänge von 600 mm. Der zweiteilige Aluminiumlenker ist 700 mm breit. Der Wendekreis beträgt 4860 mm.
Das Motorrad hat vollgetankt ein Gewicht von 194 kg. Davon liegen 48 % auf dem Vorderrad. Das zulässige Gesamtgewicht beträgt 360 kg. Der Tank fasst 16,5 Liter.

## Leistung
Die Leistung beträgt 40,5 kW bei 12.300/min. Die Literleistung beträgt somit rund 101,5 kW. Das höchste Drehmoment wird bei 9500/min mit 35,5 Nm erreicht. Die Höchstgeschwindigkeit liegt bei 185 km/h bei 13.000/min. In 5,6 Sekunden beschleunigt das Motorrad von null auf 100 km/h. Zur Beschleunigung von null auf 140 km/h benötigt die Honda 11,2 Sekunden. Der Verbrauch wird mit 5,8 Liter Superbenzin auf 100 km angegeben.